# 库希
库希是日本北海道屈斜路湖的湖怪，其名称仿制自尼斯湖水怪的名称“尼希”（Nessie）。屈斜路湖是当地颇具名气的旅游目的地，21世纪后几乎没有发生湖怪目击事件。

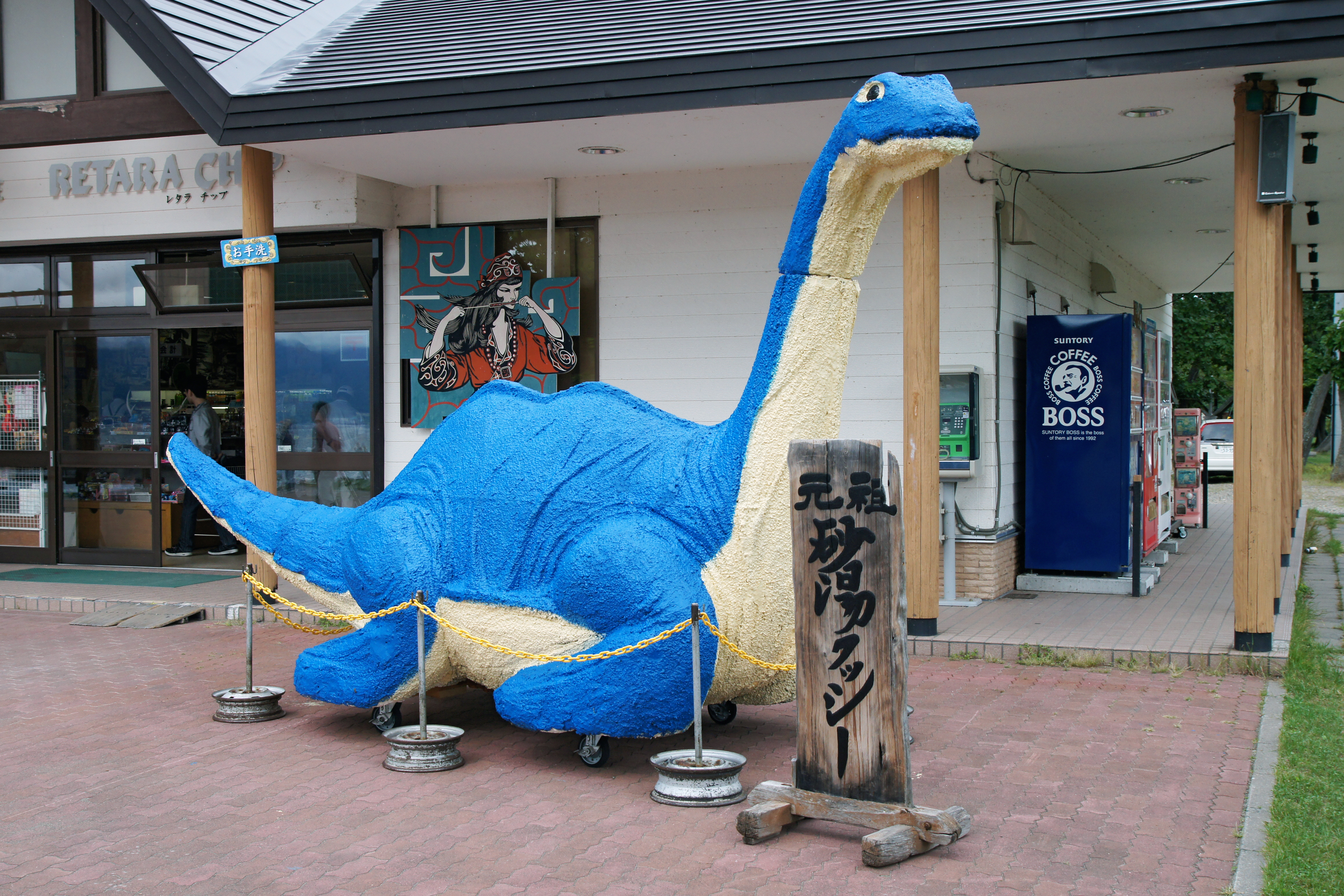
屈斜路湖畔的库希塑像

## 目击年表
- 1972年11月，一个经营杂货商品的男子，驾车沿着屈斜路周围的243国道行驶时，突然发现湖面浮着一个巨大的肉块。此事件在当地曾引起一阵轰动。

- 1973年8月，约40名中学生假期去屈斜路的藻琴山旅游时，目击到在湖面移动的巨大怪物，从而引发了极大的轰动。由于联想到英国的尼期湖水怪，所以这个未知的湖中怪兽，就被称为屈斜路湖的“库希”。

- 1974年7月，当地农民发现湖面上浮着一个巨大的肉块。9月18日，在一个湖畔经营饭店的老板和食客，同时发现一个三角形的肉块在湖面快速移动。同一时刻，有十五人从其他场所也目击到同样的怪物。北海道放送立即着手收集素材，在湖畔安装了摄像机，开始了为期一个月的调查。在使用鱼群探测仪探测时，他们在水深约20米的水下，探测到大约15米的物体，电视摄像机也在湖面成功拍摄到了圆形物体。

- 1975年7月5日上午9点半，当地一个经营林业的男子在作业时，无意中发现距岸边大约50米的湖面上，冒出一个不可思议的物体，仔细一看，他大吃一惊：那是一个巨大生物的头部，整个呈茶褐色，嘴就像“妖精的嘴巴”。

- 1976年5月，一辆旅游汽车的司机发现湖面上浮着一个巨大的肉瘤，并向公司报告。

- 1977年8月，另一个旅游汽车司机和乘客共22人，同时目击到湖面浮着巨大的肉瘤。

- 1979年8月2日，去屈斜路湖游玩的札幌市的一个公司的员工，成功地拍摄到在中岛附近像豉甲虫那样的游动的怪物抬起长长的头，样子像尼斯湖水怪。

- 1988年，一个男子在屈斜路湖乘小船寻找“库希”时，成功地靠近到距“库希”只有约15米的地方，据那个男子说“库希”具有像海豚那样的黑色脊背。

- 1990年，拍摄到水怪的照片。

- 1997年6月，弟子屈的一个实习消防队员在距岸边100米的屈斜路湖面上目击到正在游动的怪兽。其背上有三角形的肉瘤，大约20米。

此后不再有目击事件公布。

## 假说
有蛇颈龙残存说、远东红点鲑说、伊富鱼说。
大量的目击证词认为屈斜路湖栖息着神秘巨大的怪物。但民俗学者则持反对态度。生物学家也否定“库希”的存在，其理由是屈斜路湖是大鱼都不能生存的湖。屈斜路湖是由于火山喷发形成的典型的火山湖，如今火山还在活动，喷出含硫化氢的气体，并伴有流进湖里的强酸性的温泉水。特别是在1938年发生的屈斜路地震中，从湖底喷出大量的硫磺，从而使栖息在湖中的鱼基本上灭绝了。现在，水的酸性大大下降，已确认该湖栖息着刺鱼等约10个品种的鱼。因此，与尼斯湖水怪一样，许多人期待“库希”是蛇颈龙的后代的说法也被完全否定。据地质学家说，屈斜路湖的形成是在距今约3万年前。由于蛇颈龙的灭绝和恐龙一样，是在6500万年前，所以在时间上也完全不一样。虽然从北海道发现了包括蛇颈龙亚目在内已灭绝的海栖爬虫类的化石，但毕竟没有屈斜路湖和海洋连接的地质学证据，所以屈斜路湖栖息着蛇颈龙是不可能的。最有可能是屈斜路湖里栖息着巨型的鱼。但是鳗或刺鱼要长到15至20米也是不可能的。

## 阴谋论
夏威夷的神秘动物研究者爱德华·J·史密斯声称，日本自卫队曾协助美军调查并捉捕库希，一个一等海尉曾潜入海中拍摄到照片，照片显示，“库希”张开巨口向这位潜水员攻击。史密斯还说，这个潜水员好像已经殉职，并暗示这个海尉是被库希吃掉的。据说，这个一等海尉潜水员之死是作为训练中的意外事故处理的。在日本的一部分UMA情报中，认为这是与美国的军事战略密切相关的事。